# Bernac-Debat
Bernac-Debat – miejscowość i gmina we Francji, w regionie Oksytania, w departamencie Pireneje Wysokie.
Według danych na rok 1990 gminę zamieszkiwało 528 osób, a gęstość zaludnienia wynosiła 135 osób/km² (wśród 3020 gmin regionu Midi-Pireneje Bernac-Debat plasuje się na 570. miejscu pod względem liczby ludności, natomiast pod względem powierzchni na miejscu 1578.).